# خوان إيفانجليستا فينيغاس
خوان إيفانجليستا فينيغاس كان ملاكم من بورتوريكو، كان يصنف ضمن فئة وزن الريشة. شارك في دورة الألعاب الأولمبية الصيفية.

## إحصائيات
خاض خلال مسيرته 32 نزالا، فاز في 20 وتعادل في 2 وخسر في 10. فاز بالضربة القاضية في 7 نزالا.

## الميداليات
| الميدالية | المسابقة                       |
| --------- | ------------------------------ |
| برونزية   | الألعاب الأولمبية الصيفية 1948 |

## روابط خارجية
- خوان إيفانجليستا فينيغاس على موقع بوكس ريك (الإنجليزية) (registration required)
- خوان إيفانجليستا فينيغاس على موقع أوليمبيديا (الإنجليزية)